# Gaspar Navarro
Gaspar Navarro (Aranda de Moncayo, b. 15 de abril de 1572 - ?, ?) fue un religioso y escritor español del siglo XVII.

## Biografía
Consta su bautizo en Aranda de Moncayo, el 15 de abril de 1572 y su filiación como hijo de un Gabriel Navarro. Fue párroco durante dieciocho años antes de ingresar en el monasterio de Montearagón. En Montearagón consta como canónigo y doctor en Teología.
En Montearagón fue autor en 1631 de un libro titulado Tribunal de Superstición Ladina, que trajo fama en la época tanto a Gaspar como al monasterio. La obra, que se encuadra en el interés en la brujería y demonología desatado en el siglo XVI en la zona del Pirineo, es una obra de relevancia historiográfica para el estudio de las creencias teológicas del periodo y del fenómeno de la caza de brujas. Ha sido también obra de consulta usada por historiadores para el estudio de las supersticiones populares en España y forma parte del imaginario popularmente asociado al monasterio.